# 安阿玥
安阿玥（1954年—），回族，中国中医科学院首席研究员，中国中医科学院望京医院肛肠科主任，中国民主促进会会员，第十一、十二、十三届全国政协委员。
2008年，当选第十一届全国政协委员，代表医药卫生界，分入第四十六组。并担任民族和宗教委员会专委。2013年，安阿玥当选第十二届全国政协委员，代表少数民族界，担任民族和宗教委员会委员。2018年1月，当选第十三届全国政协委员，代表医药卫生界，担任民族和宗教委员会委员。